# بیوند سفلی
بیوند سفلی، روستایی از توابع بخش کلاشی شهرستان جوانرود در استان کرمانشاه ایران است.

## جمعیت
این روستا در دهستان شروینه قرار دارد و براساس سرشماری مرکز آمار ایران در سال ۱۳۸۵، جمعیت آن ۵۲۴ نفر (۱۲۰خانوار) بوده‌است.
و در تاریخ 1402/6/5  جمعیت آن تقرباً 496 نفر  بوده (90 الا 140 خانوار بوده) است

## کوهستان ها
کوهستان ها یکی از بهترین جاهای روستا است برای گردشگرانی که دوست دارن کوه نوردی کنند خوب است 
کوهستان های روستا  که به زبان محلی خودشان از جمله 
1: هرگال
2: مله خول
3: مای گازران
4: ملی یشتی
و بسیاری دیگر کوهستان وجود دارد 
- «اطلاعاتی درباره روستای بیوند سفلی». ویکی پدیا. دهیاری روستای بیوند سفلی. دریافت‌شده در ۲۸ مرداد ۱۴۰۲.